# СЕС Перове
СЕС «Перове» — фотоелектрична сонячна електростанція поблизу села Ключі Перовської сільської ради у Криму, збудована австрійською компанією Activ Solar з сумарною потужністю більшою ніж 100 МВт. Станом на січень 2012 була найпотужнішою сонячною електростанцією такого типу у світі. До того перше місце за потужністю посідала канадська сонячна електростанція «Sarnia» (97 МВт), друге — італійська Montalto di o (84,2 МВт), а третє — німецька Finsterwalde (80,7 МВт).
Електростанція поблизу Перового складається з 440 000 кристалічних сонячних фотоелектричних модулів, з'єднаних 1 500 км кабелю та встановлених на понад 200 гектарах площі (охоплює приблизно 259 футбольних полів).
Станція дає змогу скоротити викиди діоксиду вуглецю на 105 тисяч тонн на рік.
Електроенергії, що виробляє ця електростанція, цілком достатньо для того, щоб задовольнити потреби міста Сімферополь. Сумарна потужність усіх сонячних електростанцій, зведених на території Криму: «Перове», «Охотникове», «Митяєво» та «Родникове», тепер дорівнює 227,26 МВт, що становить понад 15 відсотків загальної енергетичної потреби всього Криму, яка ще у 2015 році сягала 1100 МВт.
Нова електростанція замикає світову п'ятірку найбільших фотоелектричних парків. Інший проєкт Activ Solar у Криму — 82,65-мегаватний «Охотникове», інстальована девелопером також у цьому році в Сакському районі півострова. Парк Охотникове наразі є найпотужнішим у Центральній та Східній Європі. Парк Перове був побудований в рекордні терміни — за сім місяців. В електростанції використані сонячні панелі азійських виробників та інвертори європейських компаній.

## Окупація
На момент окупації підстанція була інтегрована в енергетичну систему України, після окупації станція залишилась не інтегрованою в єдину енергетичну систему Росії, з постачанням енергії тільки на півострів. Проєкт станції, як і низка інших проєктів Activ Solar отримав позики від групи банків, які сподівалися отримати прибуток від інвестицій через спеціальний «Зелений тариф», що був встановлений українським урядом. В оточенні дешевої електроенергії з Росії, австрійські станції є збитковими. Зараз використовується лише частина їх потужності, стратегічна доля незрозуміла, а станція намагалась отримати зелений тариф у РФ.